# Wisselkind

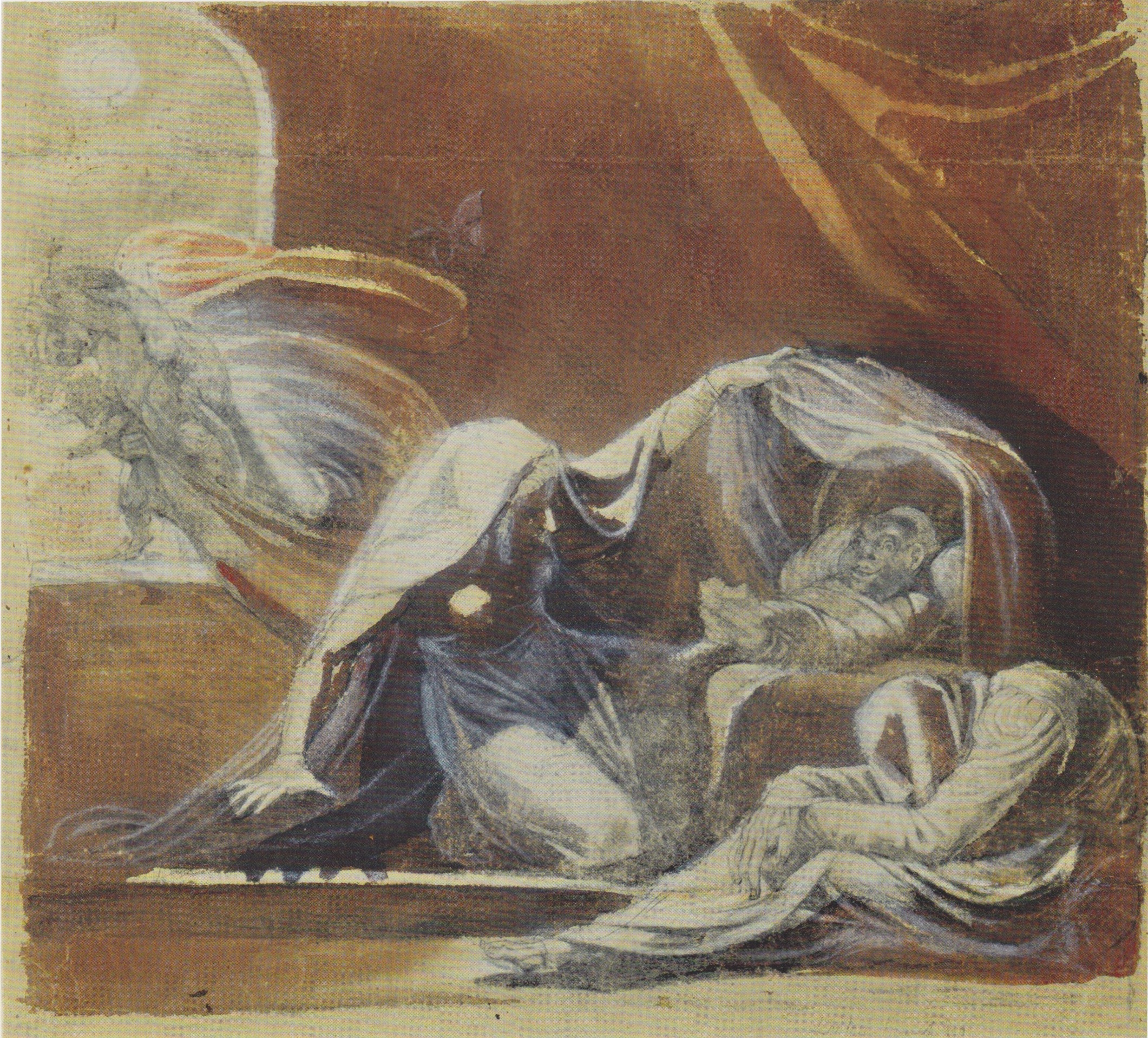
Johann Heinrich Füssli, Der Wechselbalg (1780)

Een wisselkind, ook wel wisselbalg genoemd, is een kind van wie in het verleden gedacht werd dat het door elfen, kabouters of dwergen net na de geboorte uit de wieg was gestolen en was vervangen door een soortgenoot.
Kabouters zouden dit doen omdat zij jaloers zijn op het mooie uiterlijk van de mensenbaby, omdat zij zelf zo lelijk zijn. Vele mythologische wezens ruilen baby's om, bijvoorbeeld kobolden. In veel verhalen zijn de omgeruilde baby's kwaadaardig, en worden ze voor de goedaardige mensenbaby omgeruild als straf (of wraak) voor slecht gedrag van de ouders. 
De moeder heeft de verwisseling niet door. Toch komt het bedrog vaak uit. Het verwisselde kind (de kabouter) krijgt bijvoorbeeld melk te drinken en herinnert zich dan dat het bier thuis heel wat lekkerder smaakt. Nadat het is gevlucht, zijn zijn kameraden wel zo eerlijk het mensenkind weer terug te leggen.
Weer een ander verhaal vertelt van een vrouw die vermoedde dat haar kind een wisselkind was en daarop bier ging brouwen in het hoedje van een eikel. Als de kabouter dat ziet kan hij het niet nalaten zijn verbazing te tonen: "Ik ben zo oud als het eikenbos, maar nog nooit zag ik bier gebrouwen in een eikendop". Als hij beseft dat hij zich zo heeft verraden, slaat hij op de vlucht (vergelijk dit verhaal ook met het sprookje Repelsteeltje).
In het sprookje De kabouters kookt de moeder water in twee eierschalen, waarna het wisselkind moet lachen. Hierna komen de kabouters het kind weer omruilen voor het goede kind.
Het bijgeloof rust waarschijnlijk op het gevoel dat sommige mensen kennen, dat ze eigenlijk iemand anders zijn, dat ze bij de geboorte zijn verwisseld. Dat de moeder niet doorheeft dat haar kind is verwisseld verwijst misschien naar het verschijnsel dat een moeder haar pasgeborene de allermooiste vindt, terwijl de mening van anderen daarover verschillen. In deze gevallen blijft het wisselkind in de mensenwereld, alhoewel omstanders de moeder soms waarschuwen omdat zij het onmenselijke gedrag wel waarnemen.
Een bekend element uit horror- en thrillerverhalen kan worden gezien als een voortzetting van het idee van een wisselkind: waarbij ouders onwetend een kind van de duivel of demonen grootbrengen, zoals in de klassieke film Rosemary's Baby.

## In de populaire cultuur
- In het Suske en Wiske-verhaal Het verborgen volk speelt het wisselkind, samen met andere mythologische figuren, een rol.
- In Het meisje zonder handen houdt de duivel mensen voor de gek en laat hij een vader denken dat zijn vrouw van een wisselkind is bevallen.
- Een pasgeboren jongen wordt veranderd door elfen in De Legende van het Wisselkind.
- Sagen rondom witte wieven hebben soms betrekking op het omwisselen van baby's, het ontvoeren van vrouwen of, omgekeerd: hulp aan zwangeren bij de bevalling.
- In de boekenreeks The Iron Fey (Nederlands: IJzerfae) van Julie Kagawa wordt het broertje van Meghan Chase, het hoofdpersonage, verwisseld met een wisselkind.
- In Hasse Simonsdochter van Thea Beckman wordt Hasse gezien als een wisselkind, waarna zij door haar ouders en omgeving wordt mishandeld.